# Rio Borjug
O Rio Borjug é um rio da Romênia afluente do Rio Someş, localizado no distrito de Satu Mare e Maramureş.